# Ösztörűs veronika
Az ösztörűs veronika vagy ösztörüs veronika (Veronica chamaedrys) – népies nevein fattyúveronika, cserszigoráll, ördögcsíptefű – az ajakosvirágúak (Lamiales) rendjébe és az útifűfélék (Plantaginaceae) családjába tartozó lágy szárú növényfaj. Évelő, zavarástűrő, inkább mészkedvelő faj. Április-májusban virágzik. 5–15 cm-esre nő meg.

## Jellemzői
Gyökérzete a talaj felső rétegében kúszik. Felálló szárának két átellenes oldalán egy-egy keskeny szőrcsík húzódik, néha körös-körül szőrös.
Átellenesen álló, szőrös vagy kopasz levelei elliptikusak vagy oválisak, rövid nyelűek vagy ülők. Legfeljebb 35 mm hosszúak, csúcsuk tompa, szélük durva, előreirányuló fogas.
Zigomorf virágai kétivarúak. Önmeddő. Négy zöld színű, kétoldali csészelevele keskeny, elliptikus, 2–6 mm hosszú, mirigyes-pelyhes. A négy középkék, de fehéres szélű sziromlevél elliptikus vagy kerekded, 4–6 mm hosszú, erei sötétebbek. A virágban 2 porzólevél és 2 termőlevélből kialakuló felső állású magház van. Rovarok porozzák. A virágokból a levelek hónaljában hosszú kocsányú, sok virágú, laza fürtvirágzat (levélhónaljfürt) fejlődik.
Termései sokmagvú, két kopáccsal felnyíló, lapos, háromszögletű toktermések, amiket a hangyák terjesztenek. A hosszú bibeszál a termés teljes megéréséig rajta marad.

## Alfajai
- V. chamaedrys subsp. chamaedrys – zöldellő, de nem fényes, lombhullató levelekkel. Tetraploid.
- V. chamaedrys subsp. micans[1] – világoszöld, gyakran fényes levelekkel. Diploid. Hegyvidéki-szubalpin területeken nő, például az ausztriai Északi-Mészkőalpokban.
- V. chamaedrys subsp. vindobonensis[2] (M. A. Fisch). Szintén diploid. Valamivel több flavonoidot termel, több mirigyszőre van.

## Előfordulása
Egész Európában, de főleg a földrész nyugati felén elterjedt, réteken, tisztásokon, ritkás erdőkben, cserjésekben, út mentén, erdők szegélyén növő közönséges, olykor tömeges faj. Gyakori kerti gyom. Leginkább a száraz vagy mérsékelten nedves, tápanyagokban és bázisokban gazdag, semleges kémhatású, humuszos, közepesen mély rétegű vályogtalajokon található.

## Gyógyhatása
Nem keverendő össze az orvosi veronikával (Veronica officinalis)!
Kelet-Európában a népi gyógyászatban elhízás kezelésére, vértisztításra, valamikor köhögés, asztma ellen is felhasználták, tea formájában fogyasztva. Külsőleg bőrbetegségekre, viszketés ellen is adták.
Hatóanyagai polifenol-származékok, diterpének, aukubin, flavonoidok, tanninok, furanoneoclenodanol, a májra megterhelőek lehetnek.
Túlzott fogyasztása mérgezést okozhat. Tünetei: fáradékonyság, sárgás bőr, sárgás szemfehérje, émelygés, felső hasi (epigastrialis) fájdalom, a jobb bordaív alatt nyomásra fájdalom, a vizelet sötét elszíneződése. A szokásos gyógymód hánytatás vagy gyomormosás (30, illetve 60 percen belül), N-acetil-cisztein adása, tüneti kezelés.

## Hiedelmek
- A néphit „viharvirágnak” tartotta, mert úgy gondolták, hogy viharos években szapora, illetve hogy leszedése vihart idéz elő.
- Ha leszedik, igen gyorsan elhervad. Így alakult ki német nyelvterületen a növény egyik elnevezése, a „férfihűség” (Männertreu).